# Elżbieta Duda
Elżbieta Duda z domu Morawska (ur. 20 listopada 1962 w Skale) – polska polityk, konserwator zabytków i samorządowiec, posłanka na Sejm VIII, IX i X kadencji (od 2015).

## Życiorys
Z wykształcenia konserwator zabytków, w 1983 ukończyła studium sztuk plastycznych, pracowała później jako przedstawiciel ds. ubezpieczeń. Objęła funkcję sekretarza Stowarzyszenia Opieki nad Zabytkami w Skale. Kilkakrotnie bez powodzenia startowała w wyborach samorządowych. W latach 2006–2013 była przedstawicielem wojewody w Radzie Społecznej Samodzielnego Publicznego Zakładu Opieki Zdrowotnej w Skale. Zaangażowała się w działalność polityczną w ramach Prawa i Sprawiedliwości. W 2011 bezskutecznie ubiegała się o mandat poselski. W 2014 weszła natomiast w skład rady powiatu krakowskiego.
W wyborach parlamentarnych w 2015 kandydowała ponownie do Sejmu w okręgu wyborczym nr 13. Została wybrana na posłankę VIII kadencji, otrzymując 6555 głosów. W parlamencie objęła funkcję wiceprzewodniczącej Komisji Polityki Społecznej i Rodziny oraz wiceprzewodniczącej Parlamentarnego Zespołu ds. Zwalczania Przestępstw Gospodarczych i Lichwy. Bez powodzenia startowała w wyborach do Parlamentu Europejskiego w 2019, zdobywając 8993 głosy. W wyborach parlamentarnych w 2019 uzyskała reelekcję z okręgu nr 13, otrzymując 8298 głosów. W wyborach w 2023 po raz trzeci z rzędu uzyskała mandat poselski (z wynikiem 11 388 głosów).

## Wyniki w wyborach ogólnopolskich
| Wybory | Komitet wyborczy                 | Komitet wyborczy       | Organ             | Okręg          | Wynik        |
| ------ | -------------------------------- | ---------------------- | ----------------- | -------------- | ------------ |
| 2011   |                                  | Prawo i Sprawiedliwość | Sejm VII kadencji | nr 13          | 3353 (0,66%) |
| 2015   | Sejm VIII kadencji               | Prawo i Sprawiedliwość | 6555 (1,21%)      | nr 13          |              |
| 2019   | Parlament Europejski IX kadencji | Prawo i Sprawiedliwość | nr 10             | 8993 (0,52%)   |              |
| 2019   | Sejm IX kadencji                 | Prawo i Sprawiedliwość | nr 13             | 8298 (1,28%)   |              |
| 2023   | Sejm X kadencji                  | Prawo i Sprawiedliwość | nr 13             | 11 388 (1,50%) |              |

## Życie prywatne
Od 1986 zamężna z Andrzejem, mają córkę Justynę i syna Dawida.